# ديفيد فيتزباتريك
ديفيد فيتزباتريك (بالإنجليزية: David Fitzpatrick)‏ (10 فبراير 1995 في المملكة المتحدة - ) هو لاعب كرة قدم بريطاني في مركز الوسط. لعب مع تونبريدج أنغلز وكوينز بارك رينجرز ونادي فولهام ونادي بارو وإيه أف سي ويمبلدون.

## وصلات خارجية
- ديفيد فيتزباتريك على موقع قاعدة بيانات كرة القدم.إي يو (الإنجليزية)
- ديفيد فيتزباتريك على موقع Soccerbase.com (لاعب) (الإنجليزية)
- ديفيد فيتزباتريك على موقع Soccerway.com (الإنجليزية)